# Milichia orientalis
Milichia orientalis är en tvåvingeart som beskrevs av Malloch 1913. Milichia orientalis ingår i släktet Milichia och familjen sprickflugor. Inga underarter finns listade i Catalogue of Life.